# La búsqueda (telenovela)
La búsqueda era una telenovela argentina producida y dirigida para ATC (hoy Televisión Pública) en 1982. Fue protagonizada por Silvia Montanari y Juan Vitali. Además contó con las participaciones de los actores Luis Dávila, Susana Freyre, Cristina Tejedor, Jorge Barreiro y Patricia Castell.

## Argumento
La Dra. Irene Lagos ha vivido traumada por el recuerdo del hijo que sus padres regalaron cuando ella era todavía una adolescente. La doctora ha dedicado su vida a su trabajo y a la búsqueda de su hijo, lo que le ha dejado  poco tiempo para el amor. Sin embargo, todo cambia cuando se siente atraída por un nuevo paciente que sufre de amnesia. Pasando por encima de su etica profesional Irene lo bautiza como Nicolás y se lo lleva a vivir con ella. Esta situación los conduce a vivir un intenso romance. Lo que Irene no sabe, es que la esposa de Nicolas lo está buscando.

## Elenco
- Silvia Montanari - Dra. Irene Lagos
- Juan Vitali - Nicolás / Enrique Celi
- Cristina Tejedor -  Rosalía
- Jorge Barreiro
- Luis Dávila
- Susana Freyre - Antonia
- Patricia Castell
- Horacio O'Connor
- Mariana Karr - Paulina
- Lita Soriano
- Marcelo Chimento
- Cris Morena
- Christian Knittel
- Graciela Clusó

## Equipo de producción
- Historia: Carlos Lozano Dana
- Adaptación: Edith Lameiro
- Tema: Atentamente
- Intérprete: Juan Carlos Calderón
- Dirección: Martha Reguera